# ليان جونز
ليان جونز (بالإنجليزية: Leanne Jones)‏ هي ممثلة بريطانية، ولدت في 21 مارس 1985 في ستوك أون ترينت في المملكة المتحدة. من الجوائز التي نالتها جائزة لورنس أوليفيه.

## جوائز
- جائزة لورنس أوليفيه

## وصلات خارجية
- ليان جونز على موقع IMDb (الإنجليزية)